# Woodloch (Texas)
Woodloch es un pueblo ubicado en el condado de Montgomery en el estado estadounidense de Texas. En el Censo de 2010 tenía una población de 207 habitantes y una densidad poblacional de 986,71 personas por km².

## Geografía
Woodloch se encuentra ubicado en las coordenadas 30°13′2″N 95°24′48″O / 30.21722, -95.41333. Según la Oficina del Censo de los Estados Unidos, Woodloch tiene una superficie total de 0.21 km², de la cual 0.21 km² corresponden a tierra firme y (0%) 0 km² es agua.

## Demografía
Según el censo de 2010, había 207 personas residiendo en Woodloch. La densidad de población era de 986,71 hab./km². De los 207 habitantes, Woodloch estaba compuesto por el 93.72% blancos, el 3.38% eran afroamericanos, el 0% eran amerindios, el 0% eran asiáticos, el 0% eran isleños del Pacífico, el 1.93% eran de otras razas y el 0.97% pertenecían a dos o más razas. Del total de la población el 8.7% eran hispanos o latinos de cualquier raza.